# Lymantria galinaria
Lymantria galinaria este o specie de molii din genul Lymantria, familia Lymantriidae, descrisă de Swinhoe 1903 Conform Catalogue of Life specia Lymantria galinaria nu are subspecii cunoscute.